# Pasar Siborong-Borong
Pasar Siborong-Borong is een bestuurslaag in het regentschap Tapanuli Utara van de provincie Noord-Sumatra, Indonesië. Pasar Siborong-Borong telt 6254 inwoners (volkstelling 2010).